# Nếu Một Ngày Thế Giới Không Có Điện
Nếu Một Ngày Thế Giới Không Có Điện (サバイバルファミリー Sabaibaru famirī) là một bộ phim hài/chính kịch Nhật Bản năm 2016 của đạo diễn Yaguchi Shinobu. Phim do Ishihara Takashi, Ichikawa Minami và Nagai Kiyoshi sản xuất. Phim đã được chọn tham gia Giải thưởng & Liên hoan phim Quốc tế tại Ma Cao, năm 2016.

## Cốt truyện
Bộ phim này xoay quanh gia đình nhân vật chính Suzuki Yoshiyuki (do Kohinata Fumiyo thủ vai). Khi điện ở Tokyo ngừng hoạt động do một vụ bão mặt trời, thành phố đứng trước bờ vực hoảng loạn. Yoshiyuki phải lãnh đạo gia đình mình để chiến đấu và tồn tại. Gia đình đã quá quen với cuộc sống được chiều chuộng giữa đô thị hiện đại. Tuy nhiên, họ lại học được cách đối phó với những thực tế khắc nghiệt của một Nhật Bản lạc hậu, nơi mà việc thiếu điện đã khiến mọi người phải khám phá lại những phương thức cũ, không phụ thuộc vào công nghệ nữa.

## Vai diễn
- Kohinata Fumiyo[3]
- Fukatsu Eri[3]
- Izumisawa Yuki[3]
- Wakana Aoi[3]